# Broken Glass
"Broken Glass" é uma música gravada pela cantora americana Rachel Platten para seu quarto e segundo grande álbum de estúdio, Waves. Foi lançada em 18 de agosto de 2017, pela Columbia como single principal do álbum.

## Lançamento
Em 11 de agosto de 2017, Platten anunciou em sua conta oficial do Twitter que um novo single intitulado "Broken Glass" seria lançado em 18 de agosto.

## Composição
"Broken Glass" foi descrito como um "brilho pop" produzido nitidamente, bem como um "bop mid-tempo" e "um número breezy, dancehall-tinged que é menos adulto contemporâneo do que o Wildfire", primeiro álbum de grande gravadora de Rachel. A canção foi escrita por Rachel Platten e Nate Cyphert, enquanto os produtores eram Stargate e Jarrad Rogers. A faixa foi gravada em Village Studios em Los Angeles, Califórnia.
Escrevendo sobre suas inspirações líricas em um ensaio publicado na Refinery29, Platten descreveu a música como seu "grito de libertação, libertação, excitação, esperança e alegria". Ela escreveu: "É uma celebração do poder das mulheres - da nossa unidade, força e ferocidade, e de quão impressionantes somos nós. Somos malvados por conta própria, mas somos imparáveis quando nos juntamos". Em uma entrevista com a Billboard, Platten disse: "Sinto que queria continuar e fazer a minha parte para dar uma mensagem de esperança através da música e promover o poder das meninas. Embora tenhamos um longo caminho a percorrer para conseguir a igualdade entre homens e as mulheres, estamos fazendo progresso e, quando nos levantamos, isso é droga. "Broken Glass" é uma espécie de mensagem." Em uma entrevista nos EUA, ela acreditou suas experiências na Marcha das Mulheres como uma inspiração para a música.

## Recepção crítica
Markos Papadatos do Digital Journal descreveu "Broken Glass" como "bastante poderoso e digno de ser seu próximo sucesso", com "uma mensagem inspiradora e encorajadora para ele". Escrevendo para Radio.com, Scott T. Sterling o chamou de "catártico". Mike Wass, de Idolator, referiu-se à música como "um hino feminista edificante", enquanto Taylor Weatherby da Billboard chamou de "uma melodia feliz que serve como um reforço de confiança para qualquer ouvinte".

## Videoclipe
O video oficial da música foi lançado em 18 de agosto de 2017. Foi dirigido por Allie Avital e filmado em Chinatown, Los Angeles. O vídeo apresenta ciclistas femininas de todo o mundo, incluindo dois campeões mundiais alemães.

## Performances
Platten fez a apresentação de estréia na televisão nacional de "Broken Glass" no ABC Good Morning America em 21 de agosto de 2017. Platten performou "Broken Glass" no Miss Universo 2017.

## Posições
| Tabela Musical                 | Melhor Posição |
| ------------------------------ | -------------- |
| (Ultratip Flanders)            | 113            |
| (Billboard Adult Top 40)       | 17             |
| (Billboard Adult Contemporary) | 25             |
| (Billboard Pop Digital Songs)  | 23             |

## Histórico de lançamento
| Região         | Data                  | Formato                      | Gravadora | Ref.   |
| -------------- | --------------------- | ---------------------------- | --------- | ------ |
| Vários         | 18 de agosto de 2017  | Download digital             | Columbia  | [ 2 ]  |
| Estados Unidos | 28 de agosto de 2017  | Hot adult contemporary radio | Columbia  | [ 14 ] |
| Estados Unidos | 10 de outubro de 2017 | Contemporary hit radio       | Columbia  | [ 15 ] |